# 信玄食品
株式会社信玄食品（しんげんしょくひん、英: SHINGEN FOODS CO.,LTD.）は、山梨県甲州市に本社を置く食品メーカー。
主にアワビを利用した食品を製造・出荷している。

## 沿革
- 1968年1月 - 設立。
- 1970年 - 塩山工場を新築、あわび煮貝を始めとする水産物冷凍食品の加工販売開始。
- 1971年5月 - 組織変更し、株式会社信玄食品となる。
- 1980年 - 地元百貨店と提携し、鮑の煮貝を発売。
- 1984年1月 - 輸出部門の新設、東南アジア等にあわびの磯煮を輸出開始。
- 1985年4月 - 保税工場認可。
- 1995年10月 - 創業者の中村寿朗の死去に伴い、中村和子社長就任。
- 2013年 - 中村桂社長就任。
- 2014年11月 - 岡島百貨店地階フロアに直営店OPEN、甲府市丸の内に甲州牛鍋専門店【紅梅や】OPEN